# A múlt kísértetei (Vámpírnaplók)
A Múlt kísértetei (History Repeating) a Vámpírnaplók című amerikai sorozat első évadjának kilencedik epizódja.

## Epizódismertető
Új történelem tanár érkezik az iskolába: Alaric Saltzman. Jeremy felfigyel a tanár gyűrűjére ami nagyon hasonlít arra a gyűrűre amit a vámpírok viselnek. Jeremy bemutatja az új tanárát Jenna-nak, kettejük között felszikrázik valami.
Alaric megpróbálja magát "beinvitálni" Jenna-ék házába, azonban Jenna ellentmond, legalábbis addig míg Jeremy otthon van.
Bonnie egyik ősével Emilyvel álmodik, ezért a lányok elhatározzák hogy tartanak egy szeánszot. Emily megszállja Bonnie-t. Eközben Damon felfedi az igazi történetet Stefannak, hogy miért is jött újra vissza Mystic Fallsba. Az a terve, hogy kiszabadítja Katherine-t azzal a kristállyal amit Katherine adott Emlily-nek még régen. Stefan próbálja megállítani Damont, mert tudja hogy azzal hogy Katherine-t visszahozzák, több vámpírt is kiszabadítanak a leégett templomból.
Damon megkéri Emily-t hogy segítsen neki visszahozni Katherine-t. Damon és Emily 150 évvel ezelőtt alkut kötött. Damon megvédi Emily családfáját ha Emily megvédi Katherine-t. Emily azonban ellenáll és meghiúsítja Damon tervét. Emily kiszáll Bonnie testéből. Az ideges Damon megtámadja Bonnie-t de Stefan megmenti őt. Bonnienak ezután Elena mindent elmesél Stefanról.
Logan visszatér és teljesen úgy néz ki mint egy vámpír...

## Damon visszatérésének az oka
Mikor régen Katherinet és a többieket (összesen 27 vámpírt)meg akarták ölni, Damon készen állt arra, hogy megmentse a szerelmét. Mikor elhurcolták a nőt, Damon Emilyhez rohant, hogy segítséget kérjen tőle, cserébe bármit meg tesz neki. Emily varázslatot szórt a kristályra, és amikor mindenki azt hitte, hogy bent égtek, a kristály valójában megvédte őket. Van egy sír a templom alatt, oda lettek bezárva és így megmenekültek a tűztől. Azért tért most vissza Damon, mert az üstökös jelensége energiával töltötte fel a kristályt, így kiszabadíthatja szerelmét. Az alku egyébként az volt, hogy Damon megmenti Emily gyermekeit és nem bánthatja egyik leszármazottját sem. Ezért nem tehet semmit Bonnie ellen. Az alku érvénytelenné vált amikor Emily (Bonnie testében) elpusztította a kristályt. Damon ekkor rátámadt a lányra és kis híján megölte.

## Zenék
- Echo & the Bunnymen – Think I Need It Too
- Pablo Sebastian – Lies
- Idlewild – Post Electric
- The Bravery – The Spectator
- Great Northern – Houses
- Barcelona – Come Back When You Can